# 勒藻勒
勒藻勒（丹麥語：Rødovre，發音：[ˈʁœðˌɒwʁɐ]），丹麥西蘭島上的城镇，是首都大區勒藻勒市鎮的行政中心，也是哥本哈根都市圈的一部分。勒藻勒2019年1月1日時的人口为39,907人，此外还有145人居無定所，整个市镇的人口总数为40,052人。